# Marie-José Denys
Marie-José Denys (15 de março de 1950 - 12 de janeiro de 2022) foi uma política francesa. Membro do Partido Socialista, serviu no Parlamento Europeu de 1989 a 1994 e novamente de 1997 a 1999. Ela faleceu no dia 12 de janeiro de 2022, aos 71 anos.